# H.P. Wasson and Company
H.P. Wasson and Company, ook bekend als Wasson's, was een warenhuisketen gevestigd in Indianapolis, Indiana, opgericht door Hiram P. Wasson. Het vlaggenschip van de ketem was het H.P. Wasson & Company Building, dat werd gebouwd in 1937 en staat op de Amerikaanse National Register of Historic Places. 

## Geschiedenis
In 1874 kocht H.P. Wasson de Bee Hive Drygoods Store en  veranderde de naam negen jaar later in H.P. Wasson and Company. Na de dood van H.P. Wasson in 1910 en zijn zoon Kenard Wasson in 1912 werd de winkel verkocht aan Gustave A. Efroymson en zijn zwager Louis P. Wolf. De keten zou uiteindelijk uit zeven winkels bestaan, met het vlaggenschip aan West Washington Street 2 in het centrum van Indianapolis.
Efroymson was van 1912 tot 1930 president van het bedrijf. 
In 1930 werd op Monument Circle, op de plaats van het voormalige Morton Hotel, een tweede winkel gebouwd. De gehele tweede verdieping en delen van de derde verdieping van de winkel aan Monument Circle werden op de avond van 1 juni 1969 door brand verwoest. 
Na de Koreaanse Oorlog begon Wasson's met de bouw van nieuwe winkels in de winkelcentra die eind jaren 1950 en begin jaren 1960 in de nieuwe woonwijken aan de rand van de buitenwijken van Marion County werden gebouwd. Begin jaren 1960 werden eerst winkelcentra en later overdekte winkelcentra gebouwd, zowel binnen als buiten Marion County. Er werden filialen gebouwd in een winkelcentrum in Kokomo en in overdekte winkelcentra in Anderson en Bloomington. De openluchtwinkelcentra op Eastgate en Kokomo werden later omgebouwd tot overdekte winkelcentra.
Louis C. Wolf werd in 1963 president nadat zijn vader Walter E. Wolf met pensioen ging, die CEO bleef. In augustus 1967 kwam hij op 40-jarige leeftijd om het leven bij een vliegtuigongeluk in Alaska tijdens een jachttrip, waar hij een nieuwe eenmotorige Cessna bestuurde. Leden van zijn familie verkochten het bedrijf in oktober van datzelfde jaar aan Goldblatt's uit Chicago. De uitbreiding en nieuwe ontwikkelingen van het bedrijf stopten na de dood van Louis .
In september 1967 werd Richard L. Glasser benoemd tot president en CEO, terwijl Walter E. Wolf Sr. voorzitter van de raad van bestuur bleef. 
Er waren in totaal zeven winkels toen Wasson's in 1967 werd overgenomen door Goldblatt's, waaronder drie winkels in winkelcentra in de omgeving van Indianapolis en in winkelcentra in de steden Kokomo, Anderson en Bloomington. De overname van Wasson's door Goldblatt was geen succes, omdat de twee ketens zi8ch  niet op dezelfde marktsegmenten richtten. Wasson's richtte zich op de middenklasse, terwijl Goldblatt's een discountwarenhuis was. Tijdens de periode dat Goldblatt eigenaar was, vond er een duidelijke achteruitgang in de kwaliteit van de goederen plaats. Bovendien opende Goldblatt's na de overname geen nieuwe vestigingen en verplaatse ook geen winkels naar de nieuwe regionale winkelcentra rondom de stad.
Nadat Goldblatt's grote verliezen had geleden, verkocht het de winkel in het stadscentrum en het andere onroerend goed rond Monument Circle aan Melvin Simon and Associates voor $ 2,25 miljoen in december 1979 en begon de winkels in de metropool Indianapolis te sluiten.
In september 1980 maakte Goldblatt bekend dat het van plan was om de winkels in Anderson en Bloomington, samen met andere Goldblatt-winkels, in januari 1981 te sluiten als kostenbesparende maatregel, nadat het bedrijf voor het derde jaar op rij enorme verliezen had geleden. 
De winkel in Bloomington in de College Mall sloot in januari van het daaropvolgende jaar. De winkel werd in 1965 geopend als een van de oorspronkelijke trekpleisters van het winkelcentrum.
Op 27 februari 1981 kondigde Goldbatt's aan dat de laatste Wasson's-winkel in Kokomo de volgende dag zou sluiten. De Kokomo-winkel was een van de eerste winkels in de Kokomo Mall toen dat winkelcentrum in 1963 werd geopend. Het was ook de eerste winkel die H.P. Wasson buiten Marion County opende.
Wasson's Credit Union, gestart in oktober 1923, was de eerste kredietverlener in Indiana en het Middenwesten. 
Concurrenten waren LS Ayres, L. Strauss & Co. en William H. Block .

## Gebouw
Het negen verdiepingen tellende vlaggenschip in Streanline Design op West Washington Street 2 werd begin jaren 1980 omgebouwd tot een winkel-/kantorencomplex. De hoofdwinkel werd ontworpen door het bekende architectenbureau Rubush and Hunter uit Indianapolis en in 1937 gebouwd door de William P. Jungclaus Company. Een opvallend kenmerk van de Washington Street Store was het ontbreken van ramen op de bovenste verdiepingen. Met de komst van TL-verlichting waren ramen niet langer nodig. De locatie aan Washington Street werd in 1997 toegevoegd aan het Nationaal Register van Historische Plaatsen. Het voormalige bijgebouw van Wasson aan Monument Circle brandde in 1969 af en werd vervolgens vervangen door een park. In 1998 werd op deze plek een nieuw hoofdkantoor voor Emmis Corporation gebouwd. 